# 劉闊才
劉闊才（1911年—1993年5月21日），台灣律師及政治人物，苗栗縣，曾任臺灣省參議會議員、立法委員、立法院副院長、立法院院長。為第二位臺籍立法院副院長、首位臺籍立院院長，也是首位客家人立院院長。台灣墾首劉聯科之子。在苗栗地方派系屬「劉派」中的「大劉派」。

## 早年生平
劉闊才早年於日本京都大學取得法律學碩士，之後於關西學院大學取得法學博士。在日治時期即為望重地方的律師。:289
第二次世界大戰之後，台灣由國民政府接管，劉闊才先任苗栗區區長，之後出任新竹縣政府建設局局長。
1946年，劉闊才當選台灣省參議員。1947年二二八事件時期，劉闊才與鍾建英（曾任苗栗鎮長）、苗栗建台中學學生時常聚會，遭警總查獲校內有槍被逮捕，其母循線找到親戚劉定國。劉定國的姊夫邱雲鵠和劉闊才的姊夫邱雲賜是堂兄弟，最後當時不認識劉闊才的劉定國為劉闊才作證。:288家人付舊臺幣五百萬元「保命錢」疏通，其中四百萬元贖劉闊才、另一百萬元幫忙贖其他四人，劉闊才始得釋放。而據許雪姬指出，劉闊才被列的罪是奸匪首要罪名，而非建台中學槍械被搶案。在保密局資料則宣稱劉闊才「領導暴動」、「毆劫外省人」。:203
1949年，臺灣省政府邀請地方菁英組成「地方自治研究會」，推動行政區域重劃。「地方自治研究會」將原新竹縣分為兩個縣（新竹縣、人和縣），與省民政廳的方案分為三縣（新竹縣、長風縣、竹南縣）相異。引起時任省參議員的劉闊才（支持三縣案）與新竹縣參議會議長黃運金（支持兩縣案）產生對立，劉闊才主張後來的苗栗縣單獨設縣。最後成為日後「劉派」與「黃派」之爭。

## 政途
日後劉闊才與劉定國組成地方派系「劉派」，對抗黃運金的「黃派」。劉闊才因年紀較大，為「大劉派」。:288-2891951年劉定國參選第一屆苗栗縣長選舉，獲劉闊才熱心抬轎。
1948年，劉闊才與黃純青、翁鈐等臺灣省參議員十餘人組團赴南京向新當選中華民國行憲後第一任總統的蔣中正獻旗致敬。1951年，劉闊才當選臺灣省臨時省議會議員；1956年，改任臺灣省政府委員。
1954年第二屆苗栗縣長選舉，劉定國當選苗栗縣縣長。與劉闊才群聚陽明山的餐廳，席上劉闊才有意指派自己的人馬擔任縣府秘書，劉定國卻要接受國民黨部推薦人選，雙方意見不合，拍桌、翻桌接連演出，從此二劉分道揚鑣。:290一說協調會位於北投萬里酒家，劉闊才建議主任秘書為與他有革命情感的鍾建英，但半山出身的劉定國堅持用廣東籍的梁勁光，雙方因此翻臉。:205
1960年第四屆苗栗縣長選舉，劉闊才積極爭取國民黨提名。在縣黨部主委皮天澤抱到國民黨中常會核定時，也以劉闊才呼聲最高。最後卻出人意料徵召沒有登記的林為恭，令劉闊才非常鬱卒。外界傳聞劉闊才「落榜」原因與遭檢舉他在二二八事件擁槍自重，名單遭總統蔣介石劃掉、林為恭時任土地銀行副總經理，總經理陳勉修是副總統陳誠（陳辭修）的弟弟，以及國民黨在地方採「雙派系主義」，徵召黃派的林為恭以建立黃、劉兩派輪流執政有關。:206
劉闊才未獲提名後，獲發布為省府委員，並出任臺灣合會董事長。後來劉闊才也獲總統蔣介石召見，表示以前事一筆勾銷，才在政壇平步青雲。:206

## 中央政途
1969年，劉闊才參選增補立法委員，以55萬9346票高票當選。1972年2月，倪文亞當選院長，劉闊才當選副院長，也是第二位臺籍副院長。
劉闊才並連續擔任亞洲國會議員聯合會理事會主席長達十年。1987年，劉闊才代理立法院院長。
當時民主進步黨的立法委員（以朱高正為主）經常為抗議萬年國會的不合理，而發生立委鬥毆。1988年4月7日，時任立委的朱高正跳上立法院議場主席台與劉闊才拉扯；隔天劉闊才為了證明自己被打傷，還露出胸部貼的撒隆巴斯。然而此舉也遭到當時的立委朱星羽嘲諷身材不如義大利脫星議員「小白菜」史特拉（Ilona Staller）。
1989年，劉闊才當選立法院院長，成為第一位臺籍院長、也是第一位客家籍院長。
「國會全面改選運動」興起之後，劉闊才於《第一屆中央民意代表自願退職方案》公布前，想起父親遺志，毅然辭去立法委員及立法院院長職務。1990年2月12日，劉闊才宣布辭職，萬年國代至此崩潰瓦解。
1971年，劉闊才被選為當時剛開播的中華電視台第一任董事長；1972年，因為當選立法院副院長而辭職。
退職後，劉闊才被總統李登輝為總統府資政，:2081993年5月21日逝世，出殯當天，曾與劉闊才有過恩怨、當時九十六歲高齡的黃運金也到場致祭。:209

## 家族
- 劉闊才的岳父翁瑞春，畢業於臺灣總督府醫學校，於臺北市太平町開醫院，日治時期曾任新竹州協議會議員、臺北市協議會議員。劉闊才娶其長女翁秀貞，北一女畢業，日本名「秀子」。[1]:287其次女翁梅苑嫁給霧峰林家的林根生（林文察之孫）。[1]:287-288
- 劉闊才姊姊劉玉英嫁給習醫的邱雲賜，邱雲賜就讀臺北醫專。日治時期出任苗栗街協議會議員。其長子邱仕豐，曾任省議員、立法委員。[1]:291
- 劉闊才育有三子四女。長子劉國鎮在美國行醫；次子劉國昭亦從政，曾代表中國國民黨在苗栗縣選區當選為第一屆第六次增額立法委員，復以全國不分區當選為第二、三屆立法委員，並曾長期擔任特權經營的臺灣吉悌電信董事長。一度不顧國民黨的勸退，與統一企業的高清愿爭奪工總理事長。[1]:291-292

## 外部連結
- 立法院歷任首長介紹-劉闊才（页面存档备份，存于）
- 朱高正跳上主席台 似引爆的活火山